# Eugen Schauman

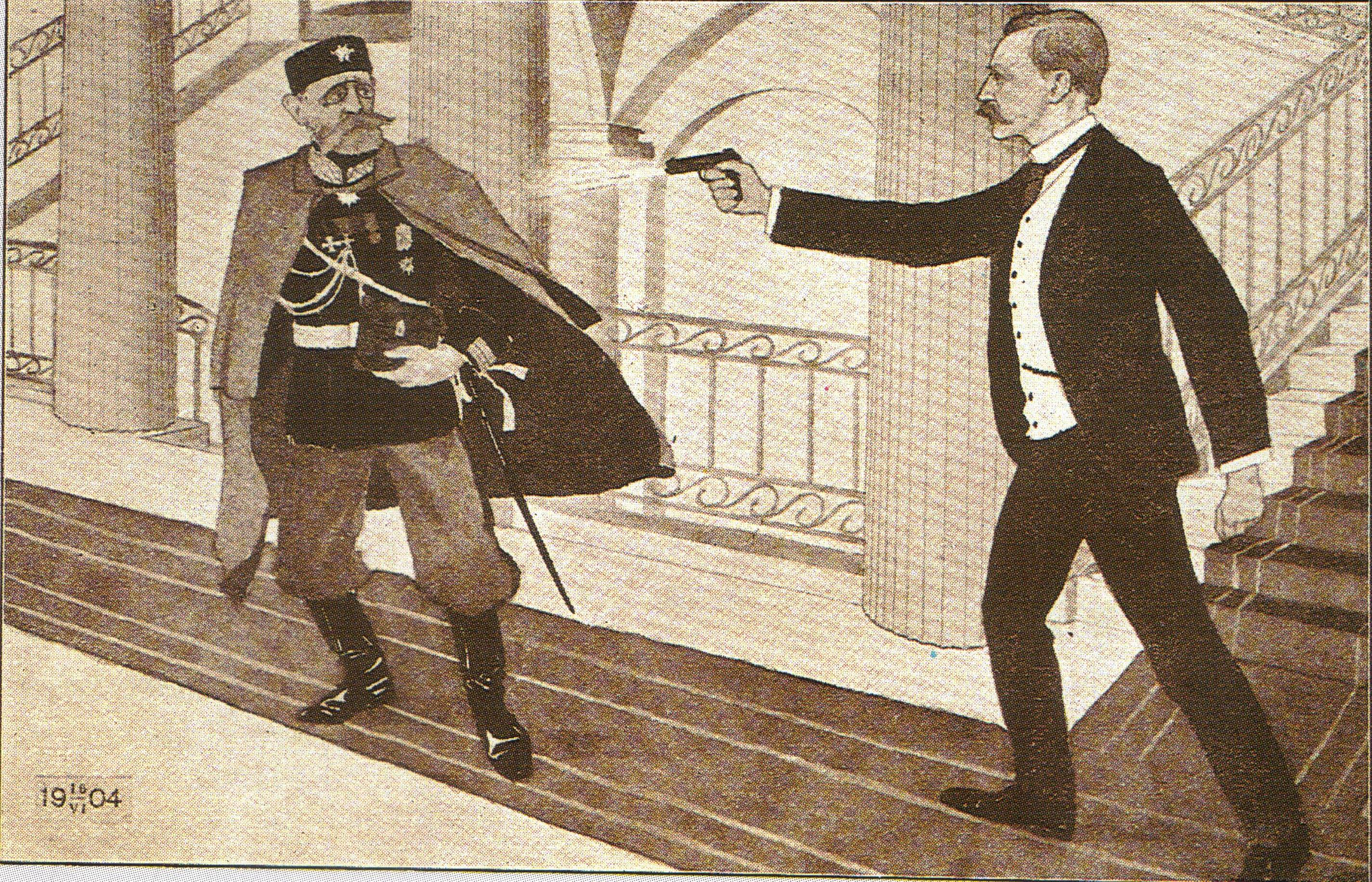
Schauman che spara a Bobrikov in disegno d'epoca

Eugen Schauman (Charkiv, 10 maggio 1875 – Helsinki, 16 giugno 1904) è stato un attivista finlandese di lingua svedese che assassinò il governatore generale della Finlandia, all'epoca sotto il dominio russo, Nikolaj Ivanovič Bobrikov.

## Biografia
Eugen Schauman nacque da genitori finlandesi di lingua svedese.
Prima dell'assassinio, Schauman lavorava come impiegato al Senato della Finlandia. Schauman aveva anche organizzato una serie di corsi di tiro per studenti locali a Helsinki. Questi corsi successivamente divennero parte delle Guardie Bianche.
Quando Bobrikov arrivò al Senato il 16 giugno 1904, Schauman gli sparò tre volte usando una pistola FN Browning M1900 con proiettili esplosivi appositamente caricati a mano, poi rivolse l'arma contro se stesso sparandosi due volte al petto. Schauman morì all'istante. Due dei proiettili che colpirono Bobrikov provocarono gravi danni allo stomaco. Bobrikov morì la notte stessa nell'ospedale di Helsinki.

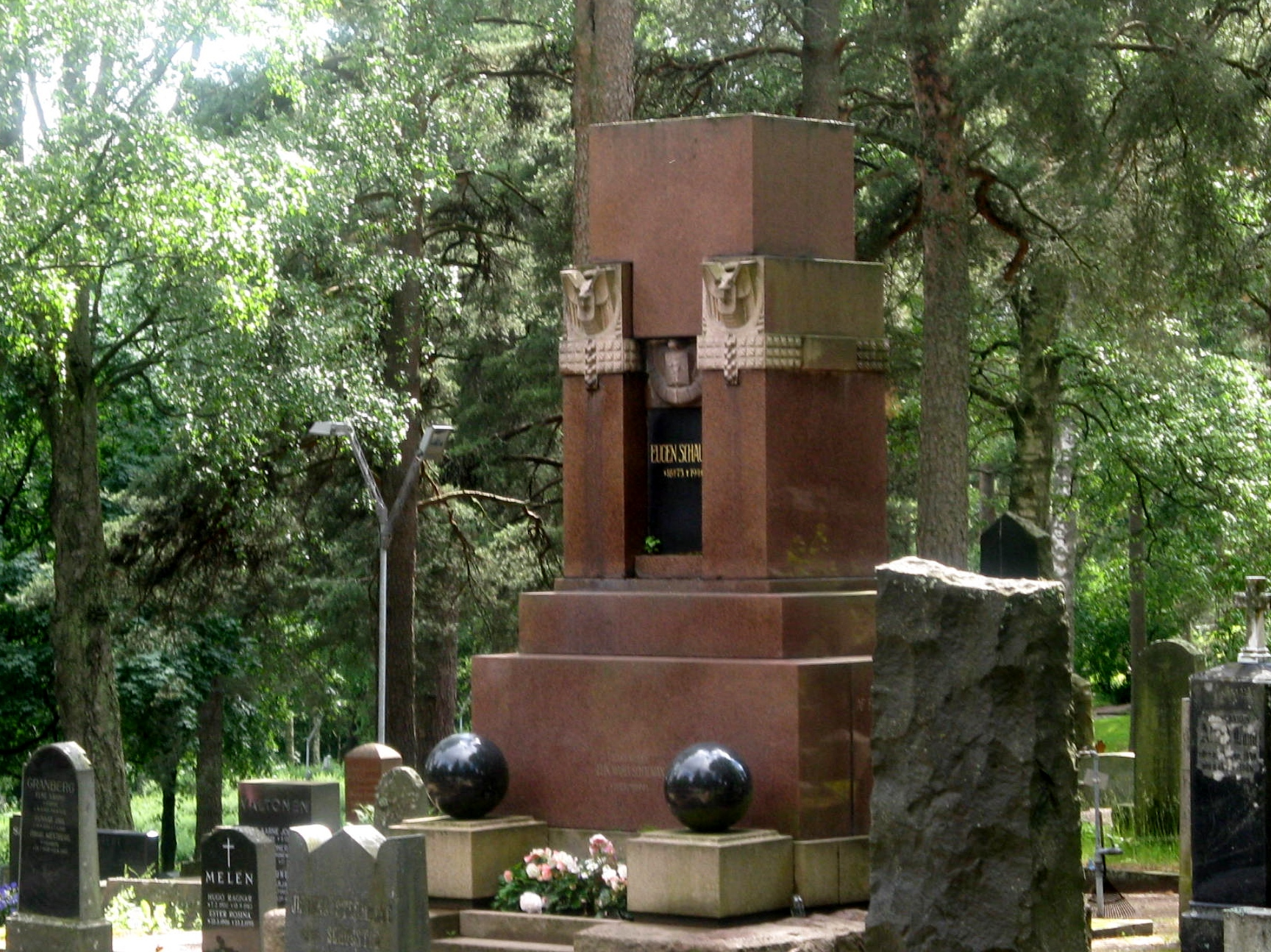
Tomba di Schauman

L'assassinio di Bobrikov fu un evento cruciale per gli attivisti nazionalisti finlandesi dell'epoca. Si sa che altri gruppi di attivisti avevano programmato il medesimo assassinio, ma Schauman li ha convinti a dargli due settimane prima che intervenissero.
Schauman divenne un'icona della resistenza finlandese alla Russia imperiale e molti finlandesi lo considerano un eroe nazionale. Nel luogo dell'assassinio, nel corridoio del Consiglio di Stato finlandese, c'è una targa commemorativa nei suoi che recita Se Pro Patria Dedit (Datosi alla propria Patria).
Jean Sibelius compose la marcia funebre In Memoriam per commemorarlo.